# Winterfylleth

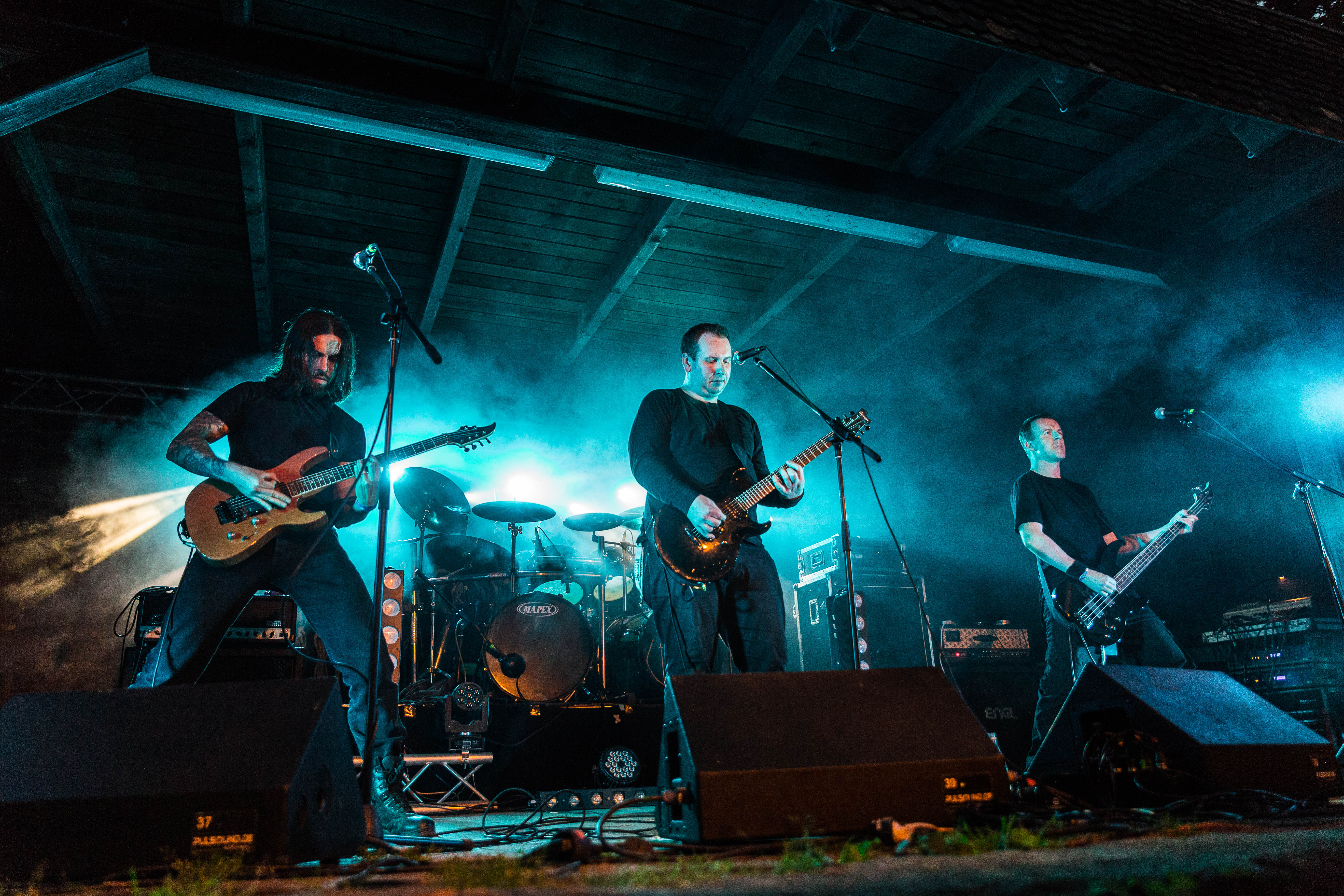
Die englische Black-Metal-Band Winterfylleth auf dem Dark Troll Open Air 2019 in Bornstedt/Deutschland

Winterfylleth ist eine englische Extreme-Metal-Band aus Manchester. Benannt ist sie nach dem angelsächsischen Monatsnamen für den Oktober bzw. des zu diesem, zehnten Vollmonde stattfindenden germanischen Winternachtsfests.

## Geschichte
Die Band formierte sich 2007 unter der Intention, „Englands reichhaltige Kultur und Geschichte zu ehren“. Die im Gründungsjahr eigens veröffentlichte EP Rising of the Winter Full Moon verschaffte der Gruppe im englischen Black-Metal-Underground Beachtung und machte das Label Profound Lore Records auf die Gruppe aufmerksam, die sie unter Vertrag nahm. Zur Zeit der Winternacht 2008 erschien das Debütalbum The Ghost of Heritage. Das Unrestrained Magazine kürte das Album zu den besten 25 Alben 2008. 2009 vollzog die Band einige Besetzungswechsel, sodass aus dem Gründungstrio Richard Brass ausstieg und der im Jahr zuvor erst verpflichtete Bassist Westby die Gruppe wieder verließ, als neuer Leadgitarrist trat Mark Wood der Gruppe bei. 2010 unterschrieb man einen neuen Vertrag mit Candlelight Records.

## Ideologie
Der Band wurde ein nationalistischer, oder nationalsozialistischer Hintergrund nachgesagt. In seiner soziologischen Untersuchung Metal Music and the Re-imagining of Masculinity, Place, Race and Nation attestiert der Soziologieprofessor Karl Spracklen dem Debüt der Band ausgeprägten Rassismus unter dem Glauben an die Überlegenheit einer angelsächsischen weißen Rasse. Spätere Veröffentlichungen seien weniger offensiv, folgten dennoch weiter der ideologischen Grundausrichtung.
Ein Cover des Stücks The Gates der Band Hate Forest und ein T-Shirt einer polnischen NSBM-Gruppe, das ein Bandmitglied, auch auf Bandfotos trug, führten zu direkten Debatten innerhalb der Metal-Szene. Im Bemühen um eine Distanzierung vom Rechtsextremismus trennte sich die Band von dem Mitglied und distanzierte sich offiziell vom Nationalsozialismus.

## Diskografie
Studioalben
- 2008: The Ghost of Heritage (CD, Profound Lore Records; MC, Night Birds Records; 12"-Vinyl, Candlelight Records; 2xLP, Back on Black)
- 2010: The Mercian Sphere (CD, Candlelight Records; 2xLP, Burning World Records)
- 2012: The Threnody of Triumph (CD, Candlelight Records; 2xLP, Back on Black)
- 2014: The Divination of Antiquity (CD, Candlelight Records; LP, Plastic Head Distribution; 2xLP, Back on Black)
- 2016: The Dark Hereafter (CD/LP, Candlelight Records / Universal Music)
- 2018: The Hallowing of Heirdom (CD, Candlelight Records / Universal Music, 2xCD/LP, Spinefarm Records)
- 2020: The Reckoning Dawn (CD/2xCD/3xLP, Candlelight Records / Universal Music)
- 2024: The Imperious Horizon (CD/2xLP, Candlelight Records / Universal Music)

Sonstige Alben
- 2015: The Fathers of Albion: An Anthology 2007-2013 (4xCD Boxset, Candlelight Records)
- 2019: The Siege of Mercia (Livealbum, FLAC, Eigenvertrieb)

EPs
- 2007: Rising of the Winter Full Moon (CD, Eigenvertrieb; 12"-Vinyl, Ulthar Records)
- 2014: Thousands of Moons Ago / The Gates (Split-EP mit Drudkh, 12"-Vinyl, Season of Mist) Wiederveröffentlichung via Osmose Productions, 2018.
- 2018: Latch to a Grave (Single, 7"-Vinyl, Spinefarm Records)

Beiträge auf Kompilationen (Auswahl)
- 2010: The Fields of Reckoning auf Fear Candy 83 (CD, Terrorizer)
- 2012: Void of Light auf Zero Tolerance Audio 48 (CD, Zero Tolerance Magazine)
- 2014: Abbots Bromley Horn Dance, The Three Ravens und John Barleycorn auf One and All, Together, for Home (2xCD, Season of Mist; 3xLP, Ván Records)
- 2020: Æcerbot III auf The Forme to the Fynisment Foldes Ful Selden (2xCD/WAV, Cold Spring)